# John Oates
Pour les articles homonymes, voir Oates.
John Oates (né le 7 avril 1948 à New York dans l’État de New York) est un guitariste de rock, soul et R&B, écrivain et producteur américain. Il est le deuxième membre du duo Hall & Oates, avec Daryl Hall.

## Biographie
John Oates est né à New York City mais il a grandi dans la banlieue de Philadelphie, en Pennsylvanie, et a étudié à la North Penn High School.
En 1966, il écrit et enregistre en solo son premier single, I Need Your Love. En 1967, après avoir terminé ses études secondaires, il s’inscrit à la Temple University ou il fait la connaissance d’un autre étudiant musicien un peu plus âgé que lui : Daryl Hall. Les deux musiciens furent impliqués dans de nombreux groupes pour aboutir au célèbre duo Hall & Oates.
Ensemble, ils ont enregistré 21 albums, en ont vendu 80 millions et ont atteint 10 fois la première place des charts aux États-Unis.

## Vie privée
John Oates est marié à Aimée Oates, ils ont un fils, John Tanner Oates, né en 1996.